# Inês Aires Pereira
Inês Aires Pereira (Porto, 22 de julho de 1989) é uma atriz e apresentadora de televisão portuguesa. 

## Biografia e carreira
Inês Aires Pereira nasceu no dia 22 de julho de 1989, no Porto, Portugal.  Aos 18 anos, foi para Lisboa estudar Teatro, atrás do sonho de ser atriz. Passado uns meses, integrou o elenco da telenovela Rebelde Way, da SIC onde se estreou, em 2007. Assim que a acabou de gravar, foi estudar representação para o Rio de Janeiro. Quando regressou a Portugal, fez parte do elenco de outra telenovela, Lua Vermelha, em 2009. Assim que a terminou, foi um mês para Los Angeles fazer outro curso. Quando voltou de Los Angeles, integrou o elenco de uma peça de teatro no Porto, e logo a seguir ficou sem trabalho. Apesar de não encontrar trabalho na sua área, Inês foi servir às mesas num restaurante.
Depois de algum tempo a trabalhar num restaurante em Lisboa, decidiu ir viajar durante sete meses entre a Austrália e a Ásia. Começou pela Austrália, onde trabalhou num hostel, que lhe permitiu não pagar alojamento, e juntar uma boa quantia de dinheiro para continuar a viajar. Em 2014 estreou-se em apresentação com o programa Curto Circuito, na SIC Radical, onde esteve até 2016. Entre 2018 e 2019 fez parte de três projetos na RTP, Idiotas, Ponto., Sara e Desliga a Televisão. Em 2021 integrou o elenco da telenovela Para Sempre, na TVI.
Fez parte dos programas Task Master 1, Task Master 2 e Dança Comigo, como concorrente, na RTP, entre 2022 e 2023. No teatro, fez parte de peças como a Avenida Q e A Pior Comédia do Mundo.
Entre 2022 e 2023, Inês esteve em cena, dividindo palco com Raquel Tillo, na peça Nem a ponta do mindinho.
Em 2023 atuou ao lado de Salvador Martinha e João Maria, na peça Plim T2.
No mesmo ano esteve em digressão por Portugal com o grupo Porta dos Fundos, com o espetáculo de comédia de improvisação, Portátil.
Foi nomeada para personalidade do ano na categoria de entretenimento, pela primeira vez para a XXVII edição dos Globos de Ouro.
Em 2024, junta-se ao renovado painel de jurados do Got Talent Portugal, na RTP1. No mesmo ano regressa à SIC, para apresentar ao lado de João Manzarra, o programa das noites de domingo de verão Parece Impossível. 

## Vida pessoal
Inês Aires Pereira tem dois filhos, Alice e Joaquim, frutos da relação com David Ferreira da Silva. É a mais nova de seis irmãos, dois dos quais são apenas do seu pai, outros dois apenas da sua mãe e dois em comum.

## Televisão
| Ano         | Projeto                           | Papel          | Notas                                   | Canal       |
| ----------- | --------------------------------- | -------------- | --------------------------------------- | ----------- |
| 2006        | Triângulo Jota                    | Carol          | Participação especial                   | RTP1        |
| 2007 - 2008 | Rebelde Way                       | Paula Castelão | Elenco Principal                        | SIC         |
| 2009 - 2010 | Lua Vermelha                      | Luísa Ruas     | Elenco Principal                        | SIC         |
| 2011 - 2012 | Os Compadres                      | Tatiana        | Elenco Principal                        | RTP1        |
| 2013        | The Coffee Shop Series            | Raquel         | Elenco Adicional                        | SIC Radical |
| 2014 - 2016 | Curto Circuito                    | Ela Própria    | Apresentadora                           | SIC Radical |
| 2016        | Rainha das Flores                 | Inês           | Elenco Adicional                        | SIC         |
| 2017        | Vale tudo (3.ª temporada)         | Ela Própria    | Concorrente                             | SIC         |
| 2018        | Paixão                            | Camila Silva   | Elenco Recorrente                       | SIC         |
| 2018        | Idiotas, ponto                    | Matilde        | Elenco Adicional                        | RTP1        |
| 2018        | Sara                              | Atriz          | Elenco recorrente                       | RTP1        |
| 2019        | Desliga a Televisão               | Vários Papéis  | Elenco Principal                        | RTP1        |
| 2021 - 2023 | Para Sempre                       | Alice Barros   | Elenco Principal                        | TVI         |
| 2021 - 2022 | Cristina ComVida                  | Vários Papéis  | Elenco Principal                        | TVI         |
| 2022        | TaskMaster Portugal 1             | Ela Própria    | Concorrente                             | RTP1        |
| 2023        | TaskMaster Portugal 2             | Ela Própria    | Concorrente                             | RTP1        |
| 2023        | Dança Comigo (5.ª edição)         | Ela Própria    | Concorrente (Vencedora)                 | RTP1        |
| 2024        | Got Talent Portugal (10.ª edição) | Ela Própria    | Jurada                                  | RTP1        |
| 2024        | Erro 404                          | Rita           | Protagonista                            | RTP1        |
| 2024        | Parece Impossível!                | Ela Própria    | Apresentadora, ao lado de João Manzarra | SIC         |
| 2025        | Got Talent Portugal (11.ª edição) | Ela Própria    | Jurada                                  | RTP1        |

## Cinema
| Ano  | Título               | Personagem | Ref.  |
| ---- | -------------------- | ---------- | ----- |
| 2011 | Hit Delete: Clean Up |            | [ 4 ] |
| 2014 | Mau Mau Maria        | Jéssica    | [ 4 ] |
| 2016 | Kuru                 | Maria      | [ 4 ] |
| 2016 | Fósforo Frio         | Helena     | [ 4 ] |
| 2019 | Nunca nada aconteceu | Exemplo    | [ 4 ] |

## Teatro
| Ano       | Título                                        | Encenação        | Ref.   |
| --------- | --------------------------------------------- | ---------------- | ------ |
| 2011      | A Ilha do Tesouro - O Musical                 | Rui Melo         | [ 4 ]  |
| 2013      | A Verdadeira História da Cigarra e da Formiga | Rui Melo         | [ 4 ]  |
| 2016      | Eusébio                                       | Matilde Trocado  | [ 4 ]  |
| 2017      | Avenida Q                                     | Rui Melo         | [ 4 ]  |
| 2019      | A Pior Comédia do Mundo                       | Fernando Gomes   | [ 4 ]  |
| 2022-2023 | Nem a ponta do mindinho                       | Rui Melo         | [ 11 ] |
| 2023      | Plim T2                                       | Rui M. Silva     | [ 12 ] |
| 2023      | Portátil                                      | Bárbara Duvivier | [ 13 ] |